# Challenger de Fergana 2016

El torneo Fergana Challenger 2016 es un torneo profesional de tenis. Pertenece al ATP Challenger Series 2016. Se disputará su 17.ª edición sobre superficie dura, en Fergana, Uzbekistán entre el 13 y el 19 de junio de 2016.

## Jugadores participantes del cuadro de individuales
| Favorito | País                     | Jugador               | Rank1 | Posición en el torneo |
| -------- | ------------------------ | --------------------- | ----- | --------------------- |
| 1        | Bandera de Rusia         | Konstantin Kravchuk   | 109   |                       |
| 2        | Bandera de Moldavia      | Radu Albot            | 113   |                       |
| 3        | Bandera de Rusia         | Alexander Kudryavtsev | 160   |                       |
| 4        | Bandera de Kazajistán    | Dmitry Popko          | 211   |                       |
| 5        | Bandera de Corea del Sur | Lee Duck-hee          | 225   |                       |
| 6        | Bandera de Ucrania       | Denys Molchanov       | 229   |                       |
| 7        | Bandera de Serbia        | Nikola Milojević      | 240   |                       |
| 8        | Bandera de Bielorrusia   | Ilya Ivashka          | 247   |                       |

- 1 Se ha tomado en cuenta el ranking del 6 de junio de 2016.

### Otros participantes
Los siguientes jugadores recibieron una invitación (wild card), por lo tanto ingresan directamente al cuadro principal (WC):
- Sanjar Fayziev
- Jurabeck Karimov
- Shonigmatjon Shofayziyev
- Khumoun Sultanov

Los siguientes jugadores ingresan al cuadro principal tras disputar el cuadro clasificatorio (Q):
- Alessandro Bega
- Chen Ti
- Anton Zaitcev
- Dzmitry Zhyrmont

## Campeones

### Individual Masculino
- derrotó en la final a  ,

### Dobles Masculino
- /   derrotaron en la final a   /  ,